# Ascenso y descenso (deportes)

Trayectoria de ascensos y descensos del Luton Town.

En el ámbito deportivo, el sistema de ascenso y descenso es un proceso mediante el cual distintas divisiones de una liga intercambian algunos equipos al final de temporada con base en los resultados deportivos obtenidos durante la campaña. Los equipos con peores resultados en una división determinada son descendidos a la división de categoría inferior para la siguiente temporada, mientras que los equipos con mejores resultados en la división inferior son ascendidos a la categoría superior para la campaña siguiente. Usualmente, el número de equipos ascendidos y descendidos es el mismo en cada cambio de temporada, pero puede diferir si alguna de las categorías cambia de tamaño o si se forman o abandonan categorías enteras.
Este sistema es característico de las ligas deportivas profesionales de Europa y América Latina. Las ligas profesionales de Estados Unidos y Australia rara vez usan este sistema.
En un sistema de ligas con varias divisiones, el sistema de ascenso y descenso permite que los equipos exitosos logren ascender libremente hasta la primera división, aunque conlleva el peligro de que un equipo pierda la categoría y termine enfrentando equipos menos conocidos. Esto llevar a un equipo descendido al alejamiento de sus aficionados, una crisis económica, e incluso la bancarrota y desaparición. Las ligas de franquicias sin descensos evitan que los equipos queden fuera por resultados.
En un equipo con pocas opciones de ganar el campeonato, escapar al descenso puede ser motivo de festejo para los integrantes y aficionados. Esto no ocurre en ligas de franquicias, donde los peores equipos no tienen qué lograr más allá de lograr un mejor resultado de campeonato.

## Formatos
Existen varios sistemas para determinar la movilidad entre divisiones en los distintos países y deportes que la aplican.
El ascenso y descenso es directo si los equipos cambian de categoría directamente al finalizar la liga. En un sistema indirecto o por repechajes, los equipos deben enfrentarse entre sí en partidos adicionales para definir cuáles cambian de categoría. Esto puede darse entre los peores de una liga ante el descenso, entre los mejores de una liga ante el ascenso, o entre los peores de la división superior y los mejores de la división inferior.
Para definir cuáles de los equipos cambian de categoría o pasan al repechaje, la mayoría de las ligas utilizan los resultados del último año de competencia. Para evitar que una sola mala temporada obligue a un equipo regular a bajar de división, algunas ligas implementan un sistema de promedios, donde se consideran los resultados de varios años. Por ejemplo, desde el Metropolitano 1983, la Primera División Argentina de Fútbol promedia el puntaje de las últimas temporadas -calculado sobre la base de dos temporadas en el primer año y a tres desde antes del inicio del Metropolitano 1984-, y los equipos de menor coeficiente en dicha tabla son descendidos a la segunda división (si bien, ante el descenso de San Lorenzo de Almagro, ese método buscó evitar otros descensos de equipos grandes, otros tres de ellos sufrieron un descenso posteriormente). 
El coeficiente de descenso resulta de dividir la cantidad de puntos obtenidos entre la cantidad de partidos jugados, otorgando un valor en números decimales que va desde 0 a 3 (originariamente se midió en "cantidad de puntos promedio por campeonato", y luego de 0 a 2, dado el valor numérico de los triunfos en su momento). Este sistema fue luego adoptado por distintas competiciones futbolísticas en Latinoamérica.
En Uruguay se toma la tabla anual del año anterior con la tabla actual y allí se definen los descensos. Los equipos ascendidos duplican puntaje en la tabla del descenso.

## Ligas sin ascenso ni descenso
Debido a las grandes extensiones de Estados Unidos y Canadá, estas naciones nunca tuvieron un sistema de ascenso y descenso. En las ligas de primer nivel, los equipos operan como franquicias territoriales, con derecho a un solo mercado, y solamente las grandes metrópolis como Nueva York, Chicago y Los Ángeles albergan a más de un equipo. Esto pretende darle más estabilidad a la liga en cuanto a la situación económica de los equipos y la convocatoria de la afición. Las ligas de béisbol, fútbol americano, y baloncesto nunca desarrollaron sistemas de ascenso y descenso. La Major League Soccer, el torneo de fútbol más importante del país, también opera en esos términos. Australia y Nueva Zelanda tampoco tienen ascenso o descenso en ninguno de sus códigos de fútbol. Tampoco México tiene este formato hasta el momento, debido a una suspension temporal de este debido a la pandemia, que supuestamente terminará en la temporada 2025-2026

## Países donde ambos sistemas operan
Existen regiones donde ambos sistemas (ascenso/descenso y franquicias) operan, principalmente en el Lejano Oriente y en el resto de América, donde el fútbol (un deporte "europeo") y el béisbol ("estadounidense"), compiten por los gustos del público. Generalmente los deportes originarios de Europa usan ascenso y descenso, y los deportes "estadounidenses" usan franquicias, con algunas excepciones. Japón usa fútbol americano con ascenso y descenso, mientras que su rugby usa franquicias.